# Día Nacional de la Isla de los Estados
El Día Nacional de la Isla de los Estados, Chuanisin, se celebra el 10 de agosto de cada año en Argentina. Fue declarado por Ley n.º 25.150, sancionada el 25 de agosto de 1999 y promulgada el 13 de septiembre de ese año.
La fecha elegida recuerda el fallecimiento de Luis Piedrabuena, el 10 de agosto de 1883, importante defensor de los derechos argentinos en la Patagonia austral. 
En 1868 el gobierno del presidente Bartolomé Mitre otorgó las primeras concesiones de tierras en el sur; Piedrabuena recibió la isla Pavón y la isla «denominada del Estado», en reconocimiento a sus tareas en favor de la reafirmación de la soberanía argentina en el sur; en 1869 construyó una casa para náufragos en el puerto Basil Hall; en 1873 estableció en bahía Crossley una fábrica de aceite de foca; habilitó un puesto de apoyo en Puerto Cook, único asentamiento nacional reconocido en esa época al sur de Carmen de Patagones.
En 1862 dejó grabada en un peñasco del Cabo de Hornos esta frase: 

Aquí termina el dominio de la República Argentina. En la isla de los Estados (Puerto Cook) se socorre a los náufragos. 1863. Capitán L. Piedra Buena.